# Apethymus filiformis
Apethymus filiformis ist eine Pflanzenwespe aus der Familie der Echten Blattwespen (Tenthredinidae). Die Art wurde von dem deutschen Entomologen Johann Christoph Friedrich Klug im Jahr 1818 erstbeschrieben. Das lateinische Art-Epitheton filiformis bedeutet „fadenförmig“ und bezieht sich offenbar auf die relativ langen schlanken Fühler.

## Merkmale
Die Imagines von Apethymus filiformis sind 9–11 mm lang. Kopf und Thorax sind schwarz. Im Gegensatz zu der ähnlichen Art Apethymus cereus sind die Mesopleuren (seitlich sitzende  Sklerite) vollständig schwarz gefärbt. Gewöhnlich ist der Hinterleib überwiegend gelb mit einem schwarz gefärbten ersten Tergit. Daneben gibt es auch Morphen mit vollständig schwarz gefärbtem Hinterleib. Die Fühler sind bei beiden Geschlechtern vollständig schwarz gefärbt. Die Beine sind überwiegend gelb gefärbt. Lediglich die Tarsen sowie die apikale Hälfte der hinteren Tibien sind geschwärzt. Das basale Ende der hinteren Tibien ist blassgelb bis weißlich gefärbt und merklich heller als die Färbung der hinteren Femora.
Die bis zu etwa 17 mm langen Larven von Apethymus filiformis sind gewöhnlich weiß gefärbt mit einem grünlichen oder orangen Farbstich. Die Kopfkapsel ist gewöhnlich beige gefärbt ohne besondere dunkle Flecken.

## Vorkommen
Die Art ist in weiten Teilen Europas einschließlich den Britischen Inseln verbreitet. Nach Osten reicht das Vorkommen bis in die Mongolei.

## Lebensweise
Die Imagines von Apethymus filiformis fliegen im Spätsommer und im Herbst (September bis November). Sie legen ihre Eier in die Rinde jüngerer Zweige von Flaumeiche (Quercus pubescens) und Stieleiche (Quercus robur) ab, wo diese überwintern. Im Frühjahr schlüpfen die Larven und fressen an den frisch austreibenden Eichenblättern.

## Synonyme
Aus der Literatur sind folgende Synonyme bekannt:
- Tenthredo filiformis Klug, 1818
- Dolerus abdominalis Lepeletier, 1823
- Apethymus abdominalis (Lepeletier, 1823)
- Emphytus autumnalis Forsius, 1933
- Emphytus serotinus var. melanopus Ulbricht, 1913
- Emphytus temesiensis Mocsary, 1879

## Galerie

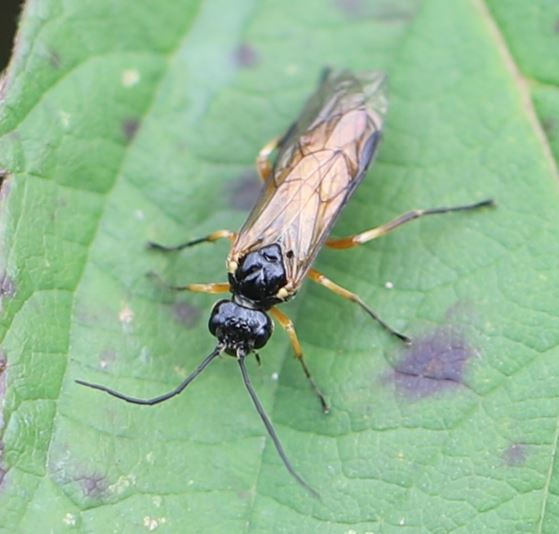
Apethymus filiformis, Weibchen
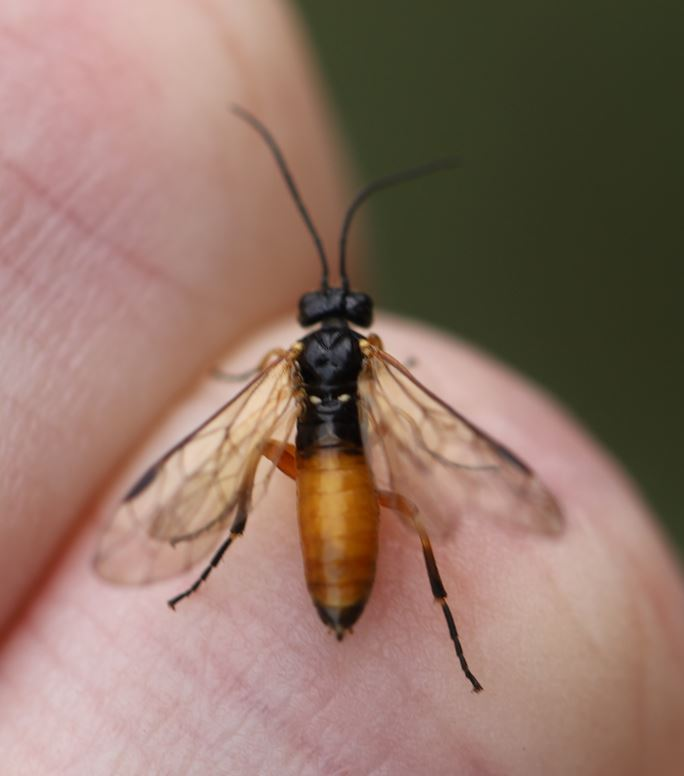
Dorsalansicht mit gespreizten Flügeln
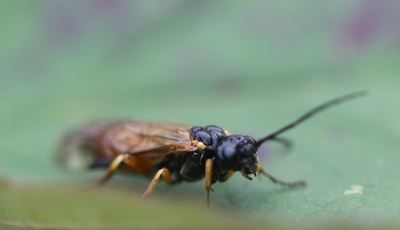
Seitenansicht, die schwarzen Mesopleuren erkennbar
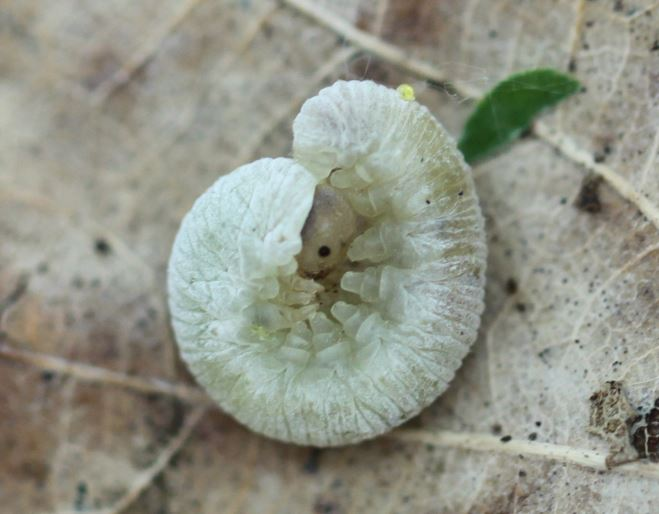
Larve, vermutlich von Apethymus filiformis